# Casal de La Rochefoucauld

Blasó dels senyors de La Rochefoucauld: Burelat de argent i atzur amb tres espigues de gules enquadernant sobre el tot, el del cap escapçat (l'espiga del cap escapçada per la vora de l'escut)

La casa de La Rochefoucauld és una de les més antigues i il·lustres famílies de la noblesa francesa, els orígens de la qual remunten als senyors de La Roche a Charente al segle X i XI (Proves oficials de noblesa: 1019; canviat a Rochefoucauld al segle xiii.

## Origen del nom
Algun autors han avançat, però sense proves, que el primer membre d'aquesta família, Adémar, esmentat també com Amaury o Esmerin, hauria estat un fill petit dels vescomtes de Llemotges, o el fill del senyor Hug I de Lusignan. Aquesta última hipòtesi vindria reforçada per l'escut d'armes de la família.
Els treballs d'André Debord la fan descendir de la casa de Montbron al segle xii. L'escut d'armes dels Montbron (quarterat: als 1 i 4 burelat d'argent i de blau; a la 2 i 3 de gules) fan igualment pensar en les dels Lusignan del qual podrien ser procedents. Si un es refereix a l'escut d'armes, aquestes tres cases podrien tenir la mateixa soca.
La senyoria de La Roche es transformà en baronia al segle xiii. Els descendents de Foucauld I de La Roca i de Garsenda, hi van ajuntar al seu nom Foucauld, nom que "havia portat santament".

## Senyors després barons de La Rochefoucauld, segles X a XV
1. Adémar o Amaury de La Roche, (vers 952-abans 1037), es va casar amb Alaïz, de la qual va tenir Foucauld, que segueix, i Gerau.
2. Foucauld I de La Roche (fill), senyor de la Roche, (978-després de 1047), casat en primeres noces amb una dama de nom no conegut de la que va tenir almenys quatre fills, dels quals Guiu I, que segueix, i en segones noces amb Garsenda de Châtellerault que li va donar almenys a Hug, fundador de la branca dels Rochefoucald vescomtes de Châtellerault.
3. Guiu I (fill), fundà el 1060 el priorat de Saint-Florent de La Rochefoucauld. Va ser pare de Guiu II, que segueix, i d'Arnaud.
4. Guiu II de La Roche (fill), senyor de La Rochefoucauld (1081). Es va casar amb Eva i en va tenir almenys tres fills entre els quals Guiu III que segueix.
5. Guiu III de La Roche (fill), senyor de La Rochefoucauld (mort el 1120). Va ser pare d'almenys Aimar, que segueix.
6. Aimar de La Roche (fill), senyor de La Rochefoucauld i de Verteuil (mort el 1140). Va fer diferents guerres contra Vulgrí Ii, comte d'Angulema. Es va casar amb Matilde de Chabanais, del qual va tenir almenys Guiu IV, que segueix.
7. Guy IV de La Roche (fill), senyor de La Rochefoucauld, Verteuil, Marthon, Blanzac. Guerres contra Guillem, comte d'Angulema; va estar present el 1170 a la dedicatòria de l'Abadia De Saint-Amant-de-Boixe. Es va casar amb una filla d'Aimery, Vescomte de Rochechouart, i en va tenir dos fills del qual Foucauld II, que segueix.
8. Foucauld II de La Roche (fill) senyor de La Rochefoucauld. Va servir en els exèrcits del rei Felip August, i va ser fet presoner el 1198 a la batalla de Gisors. Va ser pare d'almenys quatre nois, dels quals Guiu V i Aimeric I, que segueixen.
9. Guiu V de La Rochefoucauld (fill), va fundar el convent dels Franciscans d'Angulema el 1230, i va morir sense posteritat.
10. Aimeric I de La Rochefoucauld (germà), senyor de La Rochefoucauld el 1219 i de Verteuil de resultes d'un llarg procés amb el comte de la Marca. Va morir després del 1250. Es va casar amb Letícia senyora de Parthenay del qual va tenir almenys cinc fills, sent el gran i successor:
11. Guiu VI de La Rochefoucauld (fill), senyor de La Rochefoucauld, de Verteuil, de Marthon, de Saint Claud, de Saint Laurent, de Blanzac et de Cellefrouin, va donar suport a la causa d'Hug l'Os, comte de La Marca, contre el rei de France Lluís IX de França el Sant. El 1295 es va retirar a l'abadia de Grosbos, i hi va morir el mateix any. S'havia casat amb Agnès de Rochechouart, de la qual va tenir almenys nou fills, el seu fill petit i successor fou Aimeric II, que segueix.
12. Aimeric II de La Rochefoucauld (fill), baron de La Rochefoucauld, senyor de Verteuil, de Marthon, de Saint Claud, de Saint Laurent, de Blanzac, de Monteil i de Cellefrouin (vers 1265-1295). El1280 es va casar amb Delfina de La Tour-d'Auvergne, de la qual va tenir almenys cinc fills entre els quals Guiu VII, que segueix.
13. Guiu VII de La Rochefoucauld (fill), baró de La Rochefoucauld. Va servir el rei Felip V de França contra els flamencs (1317- 1318). Excomunicat per Aiguelin de Blaye (bisbe d'Angulema), per no haver complert amb un honor que li devia. Fundador del Convent de les Carmelites de La Rochefoucauld (1329). Mort prop del rei Joan II de França el Bo a la Batalla de Poitiers (1356). Es va casar el 1309 Agnès de Reculant i en va tenir almenys nou fills del qual el gran Aimeric III és el que segueix.
14. Aimeric III de La Rochefoucauld (fill), baró de La Rochefoucauld. Va fer grans serveis al rei Felip VI de França (1338). Mort el 16 de setembre de 1362. Es va casar amb Rogette de Grailly, del qual va tenir a Guiu VIII, que segueix.
15. Guy VIII de La Rochefoucauld (fill), baró de La Rochefoucauld, gouvernador de l'Angumois, conseller et camarlenc dels reis Carles V de França i Carles VI de França i del duc de Borgonya Felip l'Intrèpid. Va combatre a Bordeus contra Guillem de Montferrand, partidari dels anglesos. Es va casar en primeres noces amb Joana de Luxemburg, del qual no va tenir posteritat, i en segones noces amb Margarita de Craon que li va donar almenys vuit fills dels quals Foucauld III que segueix.
16. Foucauld III de La Rochefoucauld (fill), baró de La Rochefoucauld, conseller, camarlenc del rei Carles VII de França (+ 1467). Cavaller (1451), va participar en el setge de Fronsac. Va rebre al rei Carles VII de França al seu castell (del 12 al 27 de juliol de 1453, en el moment de la batalla de Castillon, que va posar fi a la guerra dels Cent Anys. S'havia casat amb Joana de Rochechouart que li va donar almenys tres fills, dels quals Joan I, que segueix.
17. Joan I de La Rochefoucauld, baró de La Rochefoucauld, conseller i camarlenc dels reis Lluís XI de França i Carles VIII de França, governador de Baiona. Fou el més poderós de tots els vassalls del comtat d'Angulema com a tutor de la persona i governador dels béns de Carles d'Orleans, comte d'Angulema. Es va casar amb la seva cosina Margarida de La Rochefoucauld, senyora de Barbézieux i de Montendre, amb qui va tenir almenys un fill, Francesc I de La Rochefoucauld, que segueix.

## Comtes de La Rochefoucauld i prínceps de Marcillac (segle XVI)
El rei Francesc I de França va erigir la baronia de La Rochefoucauld en comtat l'abril 1528.
1. Francesc I de La Rochefoucauld, comte de La Rochefoucauld ((mort el 1541). Camarlenc dels reis Carles VIII de França i Lluís XII de França. Padrí de Francesc I de França, el va tenir sobre la pila baptismal (12 de setembre de 1494, a Cougnat); el seu nom va ser atribuït al futur rei. Es va casar amb Lluïsa de Crussol, de la que va tenir a Francesc II, que segueix.
2. Francesc II de La Rochefoucauld, comte de La Rochefoucauld, príncep de Marcillac, baró de Verteuil, etc. (1494 - 1533). Casat amb Anna de Polignac (1518). Construí la part renaixentista del Castell de La Rochefoucauld.
3. Francesc III de La Rochefoucauld (1521 - 24 d'agost de 1572), comte de La Rochefoucauld, príncep de Marcillac, comte de Roucy, baró de Verteuil, etc. Brillant home de guerra. Es va casar en primeres npces amb Sílvia Pico de la Mirandola (de la que va tenir a Francesc IV de La Rochefoucauld), i en segones noces amb Carlota de Roye (mort el 8 d'abril de 1571), Comtessa de Roucy, cunyada del Lluís de Borbó-Condé (I príncep de Condé). Protestant, va morir a la Massacre del dia de Sant Bartomeu.
4. Francesc IV de La Rochefoucauld (1554 - 15 de març de 1591) (fill). Comte de La Rochefoucauld, príncep de Marcillac, comte de Roucy, baró de Verteuil, etc. Casat amb Claude d'Estissac (el 27 de setembre de 1587). Protestant, va ser mor a Saint-Yrieix pels catòlics.

## Ducs de La Rochefoucauld (des delseglexvii)
Lluís XIII de França va transformar el comtat de La Rochefoucauld en ducat-paria el 22 d'abril de 1622.
1. Francesc V de La Rochefoucauld, duc de La Rochefoucauld (7 de setembre de 1588 - 8 de febrer de 1650). Catòlic, va donar suport a Lluís XIII de França. Casat amb Gabriela du Plessis-Liancourt (juliol de 1611).

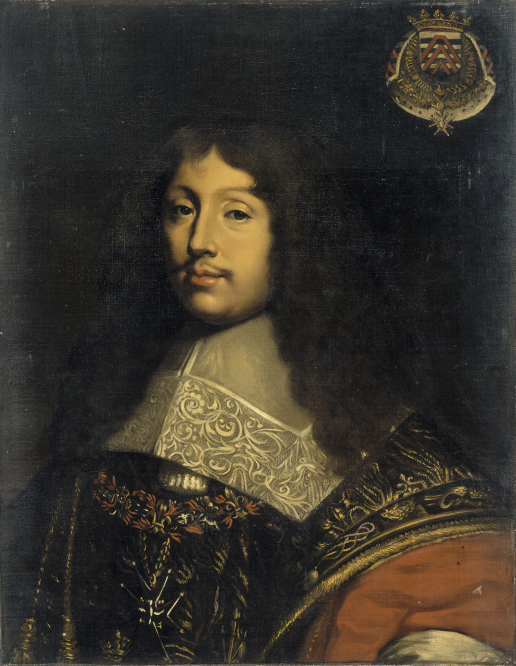
Francesc VI de la Rochefoucauld

1. Francesc VI de La Rochefoucauld (fill), duc de La Rochefoucauld (15 de desembre de 1613 - 17 de març de 1680). Casat amb Andrea de Vivonne (20 de gener de 1628). Escriptor moralista (Maximes Mémoires), va portar una vida mundana després d'haver participat en diferents intrigues, sobretot la Fronde.
2. Francesc VII de La Rochefoucauld (fill), duc de La Rochefoucauld (15 de juny de 1634 - 12 de gener de 1714). Grand Munter de França. Casat a Joana du Plessis-Liancourt, une de les seves cosines.
3. Francesc VIII de La Rochefoucauld (fill), duc de La Rochefoucauld (17 d'agost de 1663 - 22 d'abril de 1728). Casat amb Magdeleine Charlotte le Tellier de Louvois, filla de François Michel Le Tellier de Louvois.
4. Francesc IX de La Rochefoucauld (fill), duc de La Rochefoucauld (1681 - 1699).
5. Alexandre de La Rochefoucauld (fill), duc de La Rochefoucauld (29 de setembre 1690 - vers 1716). Casat amb Elisabeth-Marie-Louise-Nicole de Caylard de Toiras d'Amboise (30 de juliol de 1715).
6. Francesc X de La Rochefoucauld (1717-1718)
7. Francesc XI de La Rochefoucauld (1720-1721)
8. Lluïsa Elisabet. Casada (28 de febrer de 1732) amb Jean-Baptiste-Louis-Frédéric de Roye, duc d'Anville i duc de La Rochefoucauld per carta patent de Lluís XV (títol de ducat-pairia transmès à la posteritat masculina de la duchesse d'Anville à condition de casar-se a un La Rochefoucauld).
9. Lluís Alexandre de La Rochefoucauld d'Enville, duc de La Rochefoucauld (1743 -1792, assassinat). Membre de l'Acadèmia des Ciències, membre de l'assemblea dels notables de 1787, diputat de la noblesa de París als Estats Generals de 1789. Morí víctima de les massacres de setembre del 1792 a Gisors i no va deixar posteritat. El títol ducal va passar a un cosí germà de nom:
10. Francesc Alexandre Frederic de La Rochefoucauld-Liancourt (11 de gener de 1747 - 27 de març de 1827). Filantrop, creador de l'Escola dels Arts i Oficis, propagador de la vacunació a França. És el que, el 12 de juliol de 1789, va respondre a Lluís XVI de França quan va preguntar «¿És una revolta ?» i va dir: «No, Senyor, és una Revolució». Home polític, va formar part de l'oposició liberal sota la Restauració. A les seves exèquies, a la gent jove de la seva escola se'ls va ser impedit portar el taüt que va caure en el fang.
11. Francesc XIII de La Rochefoucauld, duc de La Rochefoucauld (París, 8 de setembre de 1765 - 18 de novembre de 1848).
12. Francesc XIV de La Rochefoucauld, duc de La Rochefoucauld (La Haia, 11 de setembre 1794 - París, 11 de desembre de 1874).
13. Francesc XV de La Rochefoucauld, duc de La Rochefoucauld (14 d'abril de 1818 - 4 de desembre de 1879).
14. Francesc XVI Alfred Gastó, duc de La Rochefoucauld (París, 21 d'abril de 1853 - Mònaco, 24 de febrer de 1925 o 2 de març de 1925).
15. Francesc XVII de La Rochefoucauld (Francesc-Maria-Alfred) (París, 25 de juny de 1905 - París, 11 de març de 1909).
16. Francesc XVIII Gabriel-Alfred, duc de La Rochefoucauld (París, 27 de setembre de 1854 - París, 29 de juliol de 1926). (germà de l'anterior)
17. Joan de La Rochefoucauld, duc de La Rochefoucauld, duc de Liancourt, príncep de Marcillac, duc d'Anville (París, 10 de març de 1887 - París, 3 de gener de 1970).
18. Francesc XIX de La Rochefoucauld, duc de La Rochefoucauld, duc de Liancourt, duc d'Anville (París, 12 de desembre de 1920-2011)
19. Francesc (XX) de La Rochefoucauld, duc de Liancourt, príncep de Marcillac, hereu

## Ducs de Doudeauville, ducs de Bisaccia, ducs d'Estrées
Branche issue de Louis de La Rochefoucauld, deuxième fils de François Ier de La Rochefoucauld, parrain du roi François Ier. D'abord barons de Montendre, puis marquis de Surgères, puis ducs de Doudeauville
Branca procedent de Lluís de La Rochefoucauld, segon fill de Francesc I de La Rochefoucauld, padrí del rei Francesc I de França. En principi barons de Montendre, després marquesos de Surgères, després ducs de Doudeauville.
1. Francesc I de La Rochefoucauld (+1541)
2. Lluís de La Rochefoucauld (1516?-1560?), fill, vescomte de La Rochefoucauld, senyor de Montendre
3. Francesc de La Rochefoucauld (1550?-1600), fill, vescomte de La Rochefoucauld, senyor de Montendre
4. Isaac de La Rochefoucauld (1574?-1625), fill, vescomte de La Rochefoucauld, senyor de Montendre
5. François de La Rochefoucauld(1620?-1680?), fill,, vescomte de La Rochefoucauld, senyor de Montendre, primer marquès de Surgères
6. Carles Francesc de La Rochefoucauld (1643?-1714?), fill, vescomte de La Rochefoucauld, marquès de Surgères
7. Francesc de La Rochefoucauld(1664-1731), fill, vescomte de La Rochefoucauld, marquès de Surgères
8. Alexandre Nicolau de La Rochefoucauld (1709-1760), fill, vescomte de La Rochefoucauld, marquès de Surgères
9. Joan Francesc de La Rochefoucauld (1735-1789), fill, vescomte de La Rochefoucauld, marquès de Surgères, governador de Chartres
10. Ambrosi Policarp de La Rochefoucauld (1765–1841), fill, vescomte de La Rochefoucauld, marquès de Surgères, I duc de Doudeauville (1782, duc i par de Doudeauville el 1817). Ministre de la Casa Reial (1824-1827). Filantrop fundador de l'Escole Nacional d'Agricultura de Grignon.
11. Sostenes I de La Rochefoucauld (1785–1864), fill, vescomte de La Rochefoucauld, duc de Doudeauville (1841), a juda de camp del rei Carles X de França (1814-1836)
12. August Estanislau Maria Mateu de La Rochefoucauld (1822–1887), fill, vescomte de La Rochefoucauld, duc de Doudeauville (1864).
13. Sostenes II Maria Carles Gabriel de La Rochefoucauld (1825–1908), germà, vescomte de La Rochefoucauld, duc de Bisaccia (1851), duc de Doudeauville (1887), ambaixador, diputat, batlle de l'orde de Malta i president de club de hockei
14. Carles Maria Francesc de La Rochefoucauld (1863–1907), fill, vescomte de La Rochefoucauld, duc de Bisaccia (1887-1892), duc d'Estrées (1892).
15. Armand I Francesc Juli Maria de La Rochefoucauld (1870–1963), germà, vescomte de La Rochefoucauld, duc de Bisaccia (1892-1908), duc de Doudeauville (1908).
16. Sostenes III Francesc Maria Constantí de La Rochefoucauld (1897–1970), fill, vescomte de La Rochefoucauld, duc d'Estrées (1907), duc de Doudeauville (1963), duc de Bisaccia (1968).
17. Armand II Carles Francesc Maria de La Rochefoucauld (1902-1995), germà, vescomte de La Rochefoucauld, duc de Doudeauville (1970), duc d'Estrées (1970), duc de Bisaccia (1970).
18. Armand III Sostenes Francesc de La Rochefoucauld (1944-), fill, vescomte de La Rochefoucauld, duc de Doudeauville (1995), duc d'Estrées (1995), duc de Bisaccia (1995).
19. Eduard Francesc Maria de La Rochefoucauld (1874–1968), fill de Sostenes II, vescomte de La Rochefoucauld, duc de Bisaccia (1908).

## Armorial
| Figura | Nom i blasonnement |
| Burelat de argent i de blau, amb tres espigues de gules enquadernant sobre el tot, el primer escapçat. · Burelat de diners i de blau en tres espigues de cares enquadernant, el del cap escapçat.                       | Casa De La Rochefoucauld Burelat de diners i de blau, en tres espigues de cares enquadernant sobre el tot, el primer escapçat.. Aquestes armes són properes a les dels Lusignan (burelat de argent i de blau). És per això què s'ha pretès per certs autors, que la casa de La Rochefoucauld tenia una comunitat d'origen amb la casa de Lusignan. La primera espiga es va fer escapçada després de la Guerra de la Fronda. |
| Burelat de argent i de blau, amb tres espigues de gules enquadernant sobre el tot, el primer escapçat. · Burelat de diners i de blau en tres espigues de cares enquadernant, el del cap escapçat.                       | o Burelat de argent i de blau amb tres espigues de gules enquadernant, el del cap escapçat.. (Millor interpretació: amb l'espiga del cap escapçada per la vora de l'escut) |
| quarterat: als 1 i 4, burelat de argent i d'atzur amb tres espigues de gules brocant, la del cap escaçada (La Rochefoucauld); als 2 i 3, d'or a um escudet d'atzur.                                                     | Carles de La Rochefoucauld (1520-1583), Senyor de Barbezieux, de Linières, de Meillant i de Preuilly, Cavaller del Sant Esperit (rebut el 31 de desembre de 1578) Quarterat: als 1 i 4, burelat de argent i d'atzur amb tres espigues de gules brocants, la de cap escapçada (La Rochefoucauld); als 2 i 3, d'or amb escudet d'atzur.                                                                                       |
| Quarterat: als 1 i 4, de gules amb banda de argent (de Roye); al 2, d'or amb lleó d'atzur armat i llenguat de gules; sobre el tot, burelat de argent i d'atzur amb tres espigues de gules brocants, la de cap escapçada | Francesc Alexandre Frédéric de La Rochefoucauld-Liancourt (1747-1827), duc de Liancourt, després de duc de La Rochefoucauld, Quarterat: als 1 i 4, de gules amb banda de argent (de Roye); al 2, d'or amb lleó d'atzur armat i llenguat de gules; sobre el tout, burelat burelat de argent i d'atzur amb tres espigues de gules brocants, la de cap escapçada (La Rochefoucauld).                                           |